# Bolt, Beranek and Newman
Pour les articles homonymes, voir BBN.
Bolt, Beranek and Newman (BBN) est une société américaine créée en 1948 par deux professeurs du Massachusetts Institute of Technology (MIT) : Richard Bolt et Leo Beranek — et d'un ancien étudiant de Richard Bolt : Robert Newman.
Cette société a été pionnière dans l'histoire de l'informatique, on lui doit pêle-mêle :
- le langage Logo ;
- le système d'exploitation TENEX ;
- la mise en place du réseau ARPANET ;
- l'envoi du premier courrier électronique.

L'histoire de cette société est profondément imbriquée, dans un premier temps, avec celle du MIT, puis dans un second temps avec celle du constructeur informatique Digital Equipment Corporation.
En 1966, l'institut Franklin lui a décerné la médaille Frank P. Brown.
En 1967, la société embauche Dave Walden, Frank Heart et plusieurs de leurs collègues du Lincoln Laboratory du MIT. Entré comme programmeur, pour seconder William Crowther, le principal programmeur du projet arpanet, Dave Walden, deviendra directeur technique puis directeur général.
En 1999, BBN a reçu du Institute of Electrical and Electronics Engineers (IEEE) le prix de reconnaissance de l'innovation en entreprise.
En 2009, elle est devenue une filiale à part entière de Raytheon. 
Le 1er février 2013, le président Barack Obama a décerné à BBN la médaille nationale de la technologie et de l'innovation, la plus haute distinction que le gouvernement américain accorde aux scientifiques, ingénieurs et inventeurs.